# Seikanron

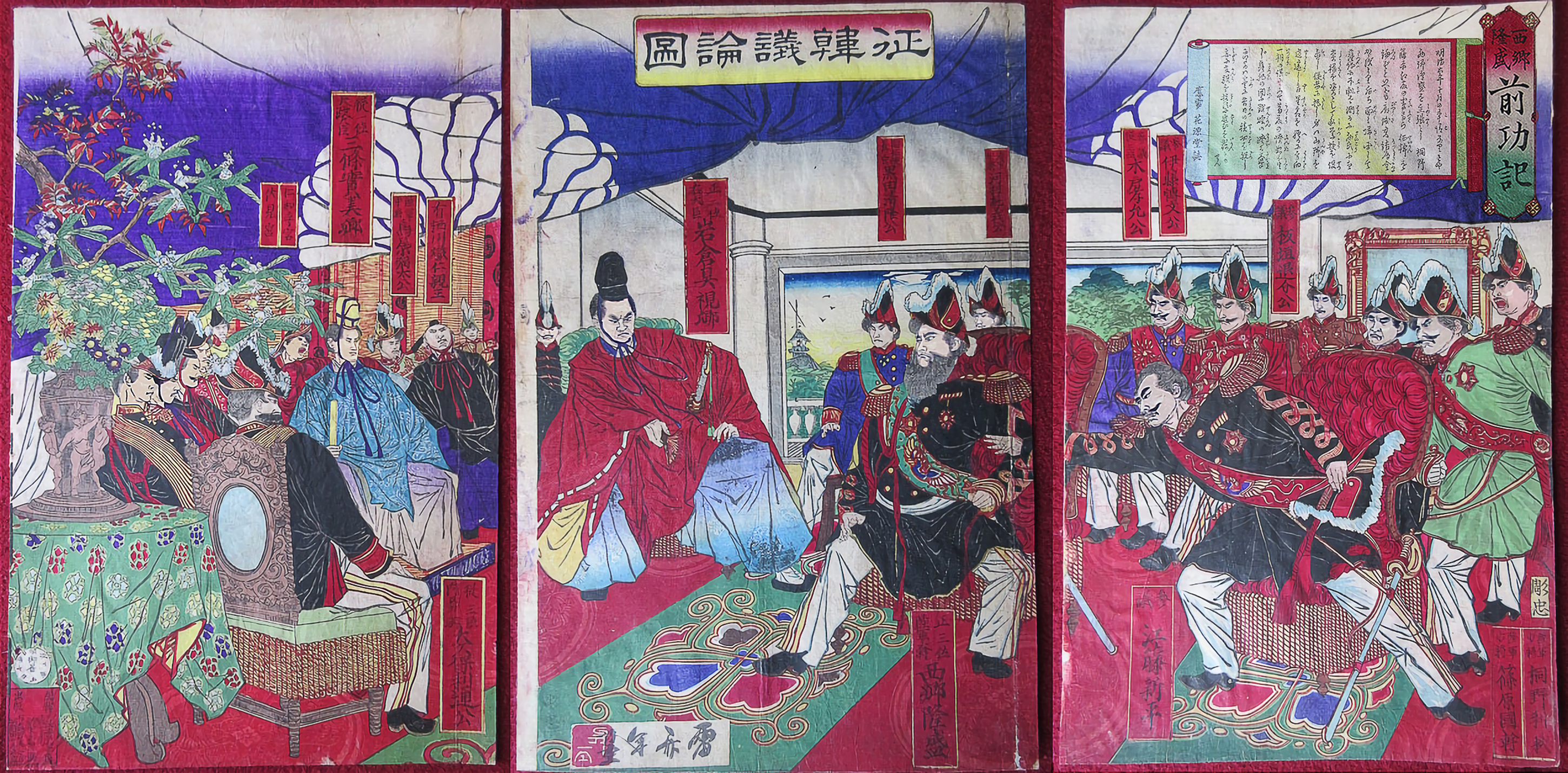
Le débat du Seikanron. Takamori Saigō est assis au centre. Peinture de 1877.

Le débat du Seikanron (japonais: 征韓論, coréen: 정한론 lit. « Débat sur la conquête de la Corée ») est un important débat politique qui s'est déroulé au Japon en 1873.
Takamori Saigō et ses partisans insistent pour que le Japon envoie une mission punitive en Corée car  Gojong de Corée refuse reconnaitre la légitimité de l'empereur Meiji comme chef d'État de l'empire du Japon. Des insultes ont été proférées et des représentants japonais envoyés pour établir des relations commerciales et diplomatiques ont été expulsés. Envahir la Corée aurait permis d'occuper les milliers de samouraïs dèsoeuvrés, qui avaient perdu la majeure partie de leurs revenus et leur position sociale dans le nouvel ordre social et économique de Meiji. Ces samouraïs constituaient une menace pour le gouvernement, et (en tant que samouraï lui-même) Saigō était préoccupé par leur situation. Saigo s'est porté volontaire pour partir guerroyer en Corée, la perspective qu'il soit la cible de représailles aurait fourni le prétexte parfait à une expédition punitive. 
Les historiens révisionnistes préfèrent souligner que Saigo souhaitait seulement obtenir l'appui d'Itagaki Taisuke. et qu'il ne s'était jamais opposé au plan d'Inoue-Yoshida, qui supprimait les revenus des samouraïs, son seul but aurait été d'« établir une relation solide ». 
Les dirigeants japonais s'étant opposés à ce projet, en partie pour des raisons budgétaires, cette invasion a avorté, d'autant que depuis la mission Iwakura le Japon se savait incapable de rivaliser avec les forces armées étrangères. Les membres de la mission Iwakura pensaient en effet que le Japon était trop faible et qu'il devait se concentrer sur des réformes internes. Dans son «  Document des 7 points » daté d'octobre 1873, Okubo Toshimichi résume les arguments contre l'invasion de la Corée : il y précise qu'une action contre la Corée serait prématurée car le Japon venait d'entamer son processus de modernisation et qu'une invasion serait trop coûteuse pour les finances de l'archipel. Les positions d'Okubo ont reçu l'assentiment des partis pacifistes qui étaient composés d'anciens membres de la mission Iwakura. Iwakura a convaincu l'empereur de ne pas envoyer Saigo en Corée.
Saigō et son soutien Itagaki ont ensuite démissionné de leurs postes au gouvernement. Saigō est retourné dans sa ville natale de Kagoshima. Ce différend politique a sans doute généré la rébellion de Saga en 1874 et la rébellion de Satsuma en 1877. Itagaki s'est ensuite impliqué dans le parti politique libéral Aikoku Kōtō et s'est opposé à la politique d'Iwakura.

## Source de la traduction
- (en) Cet article est partiellement ou en totalité issu de l’article de Wikipédia en anglais intitulé « Seikanron » (voir la liste des auteurs).